# 横浜市立瀬谷中学校
横浜市立瀬谷中学校（よこはましりつ せやちゅうがっこう）は、神奈川県横浜市瀬谷区中央にある公立中学校。なお、横浜市で唯一遠距離通学者の自転車通学が許可されている。また、学校内へのスマートフォン持ち込みも届出制で許可されている。略称は瀬谷中。

## 主な進学高校
2005年度の学区撤廃以前は『横浜西部学区』に属していた。旧学区の県立高校は、
- 神奈川県立希望ヶ丘高等学校
- 神奈川県立松陽高等学校
- 神奈川県立瀬谷高等学校
- 神奈川県立瀬谷西高等学校（2023年ごろ神奈川県立瀬谷高等学校と合併）
- 神奈川県立旭高等学校
- 神奈川県立横浜緑園総合高等学校（旧：神奈川県立岡津高等学校・神奈川県立和泉高等学校）
- 神奈川県立横浜旭陵高等学校（旧：神奈川県立都岡高等学校・神奈川県立中沢高等学校）

## 著名な出身者
- 堀江美都子（歌手）
- 嶋田久作（俳優）
- 峰幸代（2008年北京オリンピックソフトボール日本代表）
- ダレノガレ明美（モデル）[要出典]
- 伊藤かずえ（女優）
- 一ノ瀬陽鞠（モデル）[要出典]